# Arturo Salas
Arturo Salas, nacido en Caracas/Venezuela en 1986, es un deportista Venezolano y español que compite en distintas modalidades de lucha. En la modalidad de grappling ha sido medalla de plata en gi y de bronce en no-gi en el Campeonato Mundial de Grappling 2017. En el Campeonato Europeo de 2017 celebrado en Novi Sad (Serbia) participó en la categoría de 84 kg, consiguiendo la medalla de oro en gi y la medalla de bronce en no-gi.
Ha obtenido numerosos triunfos —en la modalidad de jiu-jitsu brasileño— en distintos eventos organizados tanto por la IBJJF (Federación Internacional de Jiu-Jitsu Brasileño) como por la UAEJJF (Federación de Jiu-Jitsu de los Emiratos Árabes Unidos).

## Palmarés internacional

### Campeonatos de laUnited World Wrestling(UWW)
| Campeonato Mundial de Grappling | Campeonato Mundial de Grappling | Campeonato Mundial de Grappling | Campeonato Mundial de Grappling |
| Año                             | Lugar                           | Medalla                         | Categoría                       |
| ------------------------------- | ------------------------------- | ------------------------------- | ------------------------------- |
| 2017                            | Bakú (Bielorrusia)              | Medalla de plata                | Grappling Gi 84 kg              |
| 2017                            | Bakú (Bielorrusia)              | Medalla de bronce               | Grappling No-Gi 84 kg           |
| Campeonato Europeo              |                                 |                                 |                                 |
| Año                             | Lugar                           | Medalla                         | Categoría                       |
| 2017                            | Novi Sad (Serbia)               | Medalla de oro                  | Grappling 84 kg                 |
| 2022                            | Pontevedra (España)             | Medalla de oro                  | Grappling Gi 84 kg              |
| 2017                            | Novi Sad (Serbia)               | Medalla de bronce               | Grappling No-gi 84 kg           |

### Campeonatos de la Federación Internacional de Jiu-Jitsu Brasileño IBJJF
| European Open Jiu-Jitsu IBJJF Championship             | European Open Jiu-Jitsu IBJJF Championship | European Open Jiu-Jitsu IBJJF Championship | European Open Jiu-Jitsu IBJJF Championship |
| Año                                                    | Lugar                                      | Medalla                                    | Prueba                                     |
| ------------------------------------------------------ | ------------------------------------------ | ------------------------------------------ | ------------------------------------------ |
| 2012                                                   | Lisboa (Portugal)                          | Medalla de bronce                          | 82 kg/cinturón marrón                      |
| 2014                                                   | Londres (Reino Unido)                      | Medalla de bronce                          | Cinturón marrón/peso medio                 |
| London International Open IBJJF Jiu-Jitsu Championship |                                            |                                            |                                            |
| Año                                                    | Lugar                                      | Medalla                                    | Prueba                                     |
| 2013                                                   | Londres (Reino Unido)                      | Medalla de plata                           | Cinturón marrón/peso medio                 |
| Spanish National Jiu-Jitsu IBJJF Championship          |                                            |                                            |                                            |
| Año                                                    | Lugar                                      | Medalla                                    | Prueba                                     |
| 2016                                                   | Madrid (España)                            | Medalla de oro                             | Cinturón negro/peso medio                  |
| 2016                                                   | Madrid (España)                            | Medalla de bronce                          | Cinturón negro/Open Class                  |

### Campeonatos de la Federación de Jiu-Jitsu de Emiratos Árabes Unidos
| Trail Abu Dhabi World Professional Jiu-Jitsu        | Trail Abu Dhabi World Professional Jiu-Jitsu | Trail Abu Dhabi World Professional Jiu-Jitsu | Trail Abu Dhabi World Professional Jiu-Jitsu |
| Año                                                 | Lugar                                        | Medalla                                      | Prueba                                       |
| --------------------------------------------------- | -------------------------------------------- | -------------------------------------------- | -------------------------------------------- |
| 2012                                                | Lisboa (Portugal)                            | Medalla de oro                               | Cinturón morado/82 kg                        |
| 2012                                                | Lisboa (Portugal)                            | Medalla de oro                               | Cinturón morado/Absoluto                     |
| Trail Abu Dhabi World Professional Jiu-Jitsu        |                                              |                                              |                                              |
| Año                                                 | Lugar                                        | Medalla                                      | Prueba                                       |
| 2013                                                | Lisboa (Portugal)                            | Medalla de oro                               | Cinturón marrón/82 kg                        |
| 2013                                                | Lisboa (Portugal)                            | Medalla de bronce                            | Cinturón marrón/Absoluto                     |
| Spain National Pro Jiu-Jitsu Championship - Gi      |                                              |                                              |                                              |
| Año                                                 | Lugar                                        | Medalla                                      | Prueba                                       |
| 2016                                                | Barcelona (España)                           | Medalla de oro                               | Cinturón marrón-negro/94 kg                  |
| 2016                                                | Barcelona (España)                           | Medalla de bronce                            | Cinturón marrón-negro/- 110 kg               |
| Abu Dhabi Grand Slam Jiu-Jitsu World Tour 2017-2018 |                                              |                                              |                                              |
| Año                                                 | Lugar                                        | Medalla                                      | Prueba                                       |
| 2018                                                | Abu Dhabi (EAU)                              | Medalla de bronce                            | Cinturón negro/máster 85 kg                  |

## Campeonatos nacionales

### Victorias (4)
En el año 2013 se proclamó campeón de España (Federación Española de Lucha Olímpica y Disciplinas Asociadas) en la modalidad grappling gi, y consiguió la medalla de bronce en la modalidad de grappling no-gi.
En el año 2017 consigue la medalla de oro en la modalidad de grappling y la medalla de plata en la modalidad de grappling no-gi, en el IX Campeonato de España Senior, celebrado durante los días 10, 11, y 12 de marzo en la ciudad de Cáceres.
Los días 24 y 25 de febrero consiguió las medallas de oro —en las modalidades de grappling y grappling gi— en el Campeonato de España disputado en el pabellón OVNI del polideportivo Internúcleos de Puerto de Sagunto (Valencia).
| Año  | Torneo                               | Lugar   | Especialidad | Prueba       | Clasificación |
| ---- | ------------------------------------ | ------- | ------------ | ------------ | ------------- |
| 2013 | Campeonato de España de Grappling    | Gijón   | Grappling    | Gi 92 KG     | 1º            |
| 2013 | Campeonato de España de Grappling    | Gijón   | Grappling    | NOGI 92 KG   | 3º            |
| 2017 | IX Campeonato de España de Grappling | Cáceres | Grappling    | GI - 84 KG   | 1º            |
| 2017 | IX Campeonato de España de Grappling | Cáceres | Grappling    | NOGI - 84 KG | 2º            |
| 2018 | X Campeonato de España de Grappling  | Sagunto | Grappling    | NOGI - 84 KG | 1º            |
| 2018 | X Campeonato de España de Grappling  | Sagunto | Grappling    | GI - 84 KG   | 1º            |